# 마게

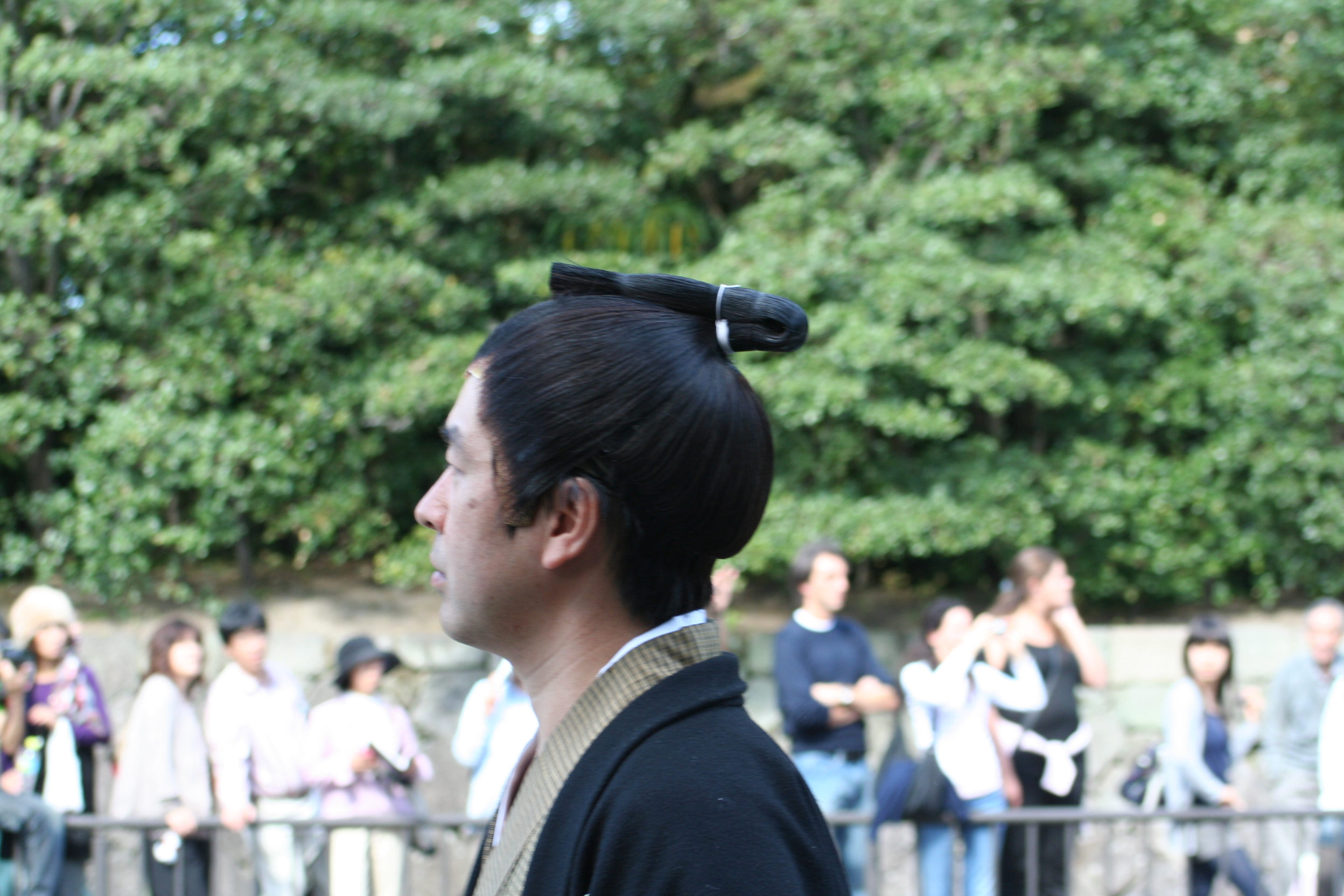

마게(일본어: 髷)는 머리를 정수리에서 모아 묶은 것을, 뒤로 꺾었다가 다시 앞으로 꺾은 일본식 상투이다. 와게라고도 한다.